# BMC Cancer
BMC Cancer is een internationaal, aan collegiale toetsing onderworpen open access wetenschappelijk tijdschrift op het gebied van de oncologie. Het is opgericht in 2001 en wordt uitgegeven door BioMed Central.
BMC Cancer is een elektronisch tijdschrift; het verschijnt niet in druk.